# Beccariola overbekci
Beccariola overbekci là một loài bọ cánh cứng trong họ Endomychidae. Loài này được Günther in Heller & Günther miêu tả khoa học năm 1936.